# 亚氨基锂
亚氨基锂是一种无机化合物，化学式为Li
2NH。它是一种白色贝壳状晶体，在阳光下变为砖红色。因为它此时转变成了氨基锂和氮化锂:
{\displaystyle {\rm {\ 2Li_{2}NH\rightarrow LiNH_{2}+Li_{3}N}}}
将混合物真空加热，又变回白色。
它可以由氨基锂热分解来制备：
{\displaystyle {\rm {\ 2LiNH_{2}\rightarrow Li_{2}NH+NH_{3}}}}
亚氨基锂结构与氧化锂类似，晶格常数为504pm，密度1.48g/cm3。它能与很多含活泼氢的有机物反应，不溶于苯等有机溶剂。
此外，亚氨基锂还是一种有前途的储氢材料。